# Tim Elmes
Timothy Elmes (sinh ngày 28 tháng 9 năm 1962) là một cầu thủ bóng đá người Anh thi đấu ở Football League, ở vị trí tiền vệ.
Tim Elmes ký hợp đồng dưới dạng học viện với Chelsea vào tháng 7 năm 1979. Elmes rời Chelsea năm 1982 và có một thời gian ngắn với Orient.
Elmes tiếp tục thi đấu cho Croydon và sau đó là Redhill.